# Hôtel de ville de Beaucaire
L’hôtel de ville de Beaucaire est situé place Georges-Clémenceau. 

## Historique
L'hôtel de ville a été construit entre 1679 et 1684. 
Un arrêt de la Cour daté du 3 septembre 1678 ordonne à la communauté de Beaucaire de reconstruire son hôtel de ville. Presque aussitôt, après une délibération, un plan  et un devis de Jacques Cubizol (1639-1711), architecte de Nîmes et consul de Nîmes en 1682, sont présentés. Les enchères sont commencées le 4 juin 1679 permettant de commencer les travaux avant la fin de l'année 1679. Un dessin conservé montre les pavillons qui encadrent la cour. En 1680, l'architecte de l'intendant du Languedoc, Ponce Alexis de La Feuille, sieur de Merville, inspecteur des travaux du « canal royal de Languedoc », architecte de l'hôtel Lunaret, est intervenu sur le programme. Dans son rapport il impose la suppression des piliers de l'escalier, l'ouverture d'une loggia et remplace le toit en tuiles par une toiture en forte pente couverte d'ardoises de Grenoble. Cette dernière originalité pour le sud de la France, reprenant des dispositions du nord, n'a pas résisté au mistral. Dès 1704, les consuls ont dû faire abattre le toit, réduire sa pente et le couvrir de tuiles. L'intervention d'Alexis de la Feuille montrait la dépendance des autorités municipales à la volonté du roi.
L'apparence générale de l'hôtel de ville n'a pu être appréciée qu'après la réalisation en 1824 de la place devant son entrée.

## Protection
L'hôtel de ville a été classé au titre des monuments historiques le 23 avril 1925.

## Description

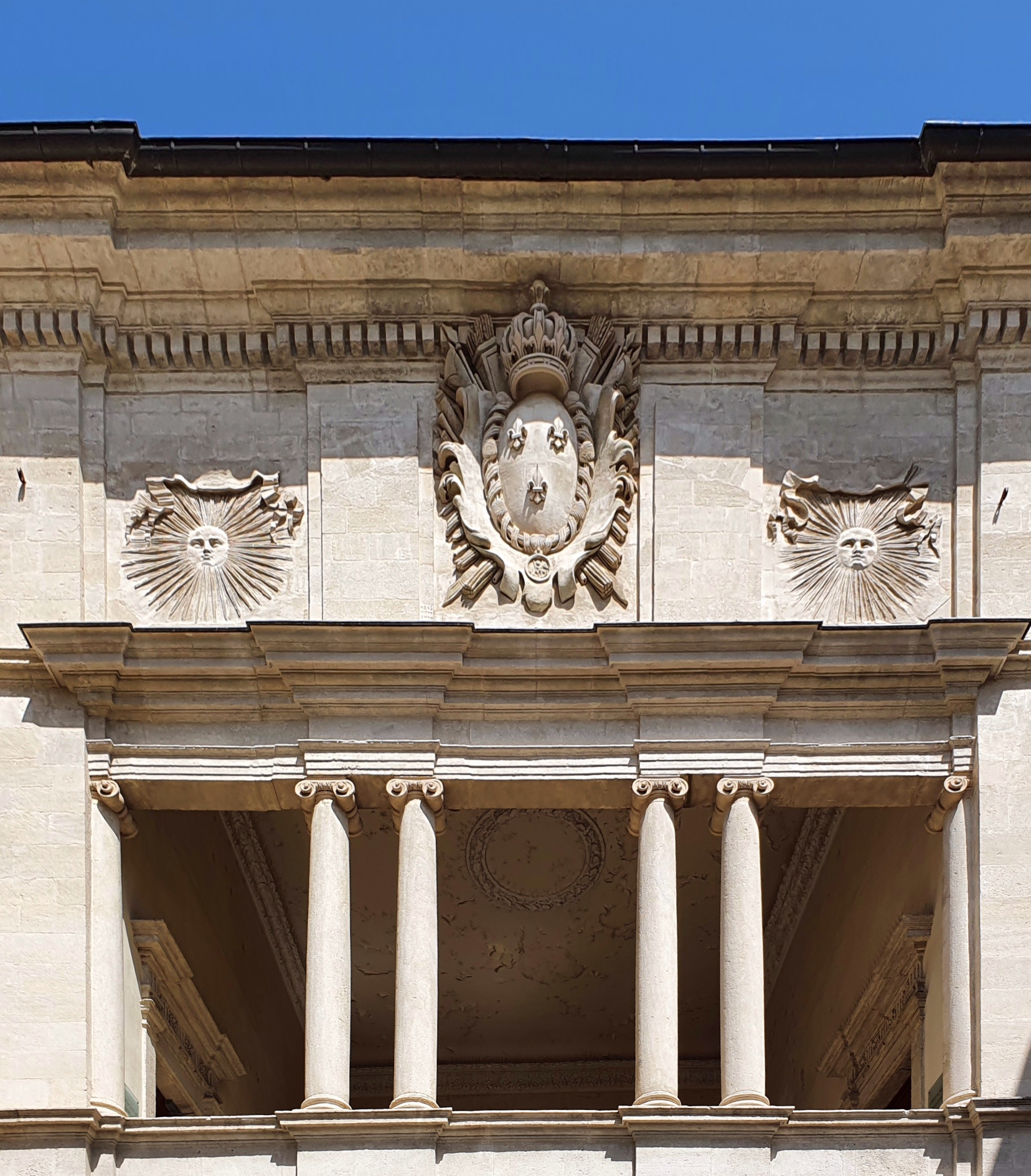
Loggia et attique du bâtiment central

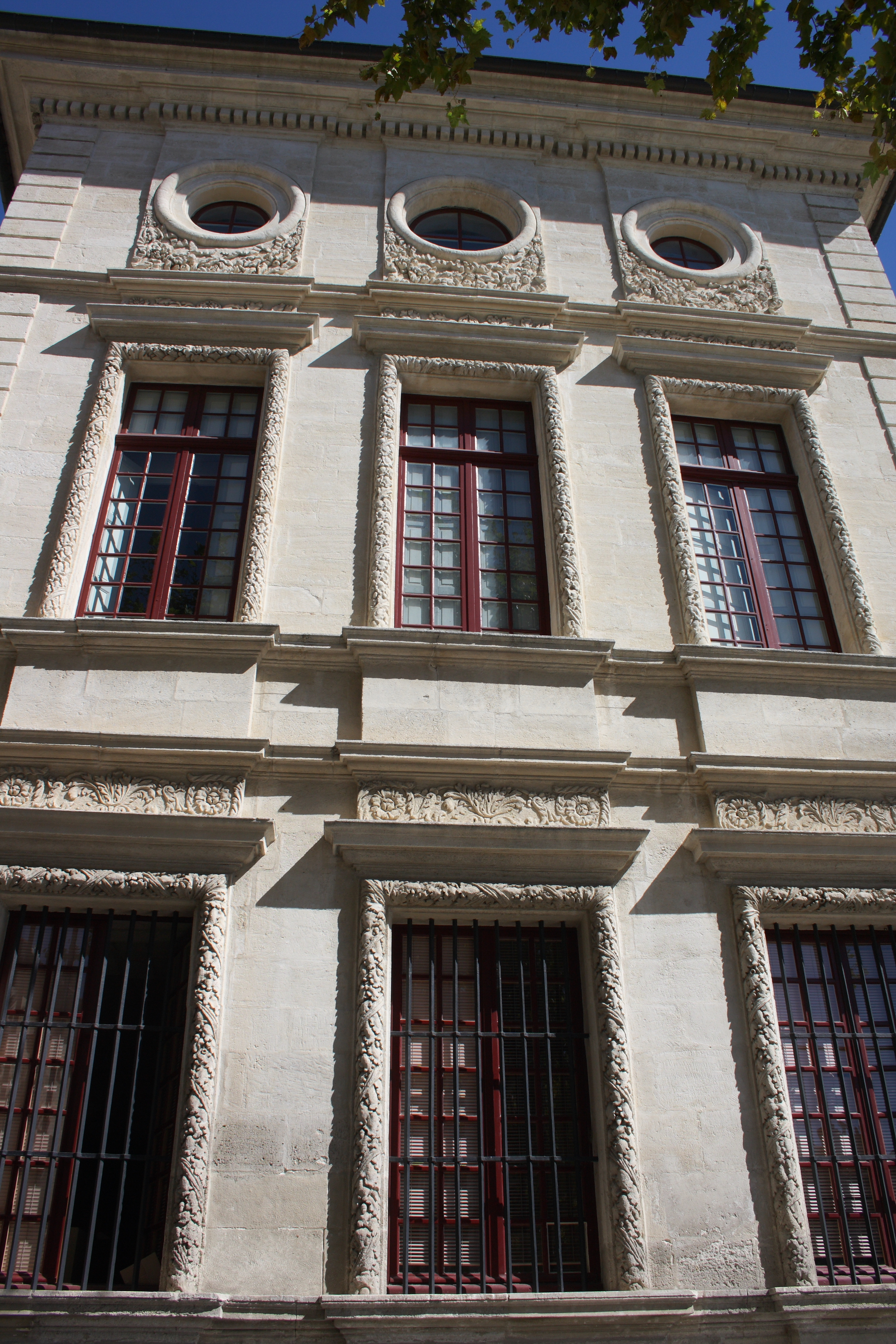
Élévation d'une façade des bâtiments latéraux sur cour

Il est contemporain de l'hôtel de ville d'Arles construit sur les plans de Jules Hardouin-Mansart, ce qui a conduit des historiens a lui attribuer les plans, mais sa monumentalité le rapproche surtout de l'hôtel Lunaret ou hôtel des Trésoriers de France, à Montpellier, reconstruit dans la seconde moitié du XVIIe siècle sur les plans d'Alexis de la Feuille. Comme ce dernier, la façade de l'hôtel de ville de Beaucaire n'est pas sur rue mais sur une cour rectangulaire. L'hôtel de ville comporte un rez-de-chaussée, d'un grand premier étage et d'un étage d'attique. 
La façade du bâtiment sur cour comporte une loggia ouverte avec des colonnes ioniques. Dans l'attique se trouvant au-dessus de la loggia a été sculpté l'écusson aux armes de la ville avec de part et d'autre d'un soleil, emblème de Louis XIV. Au centre du bâtiment en fond de cour a été placé un grand escalier en pierre arrivant au premier étage sur la loggia.
Toutes les baies des façades sont encadrées d'un tore de feuillage, et surmontées d'un larmier surmonté une frise à ornements variés. Au-dessus, l'étage d'attique est percé d'oculi décorés de guirlandes de lauriers enrubannés.
La salle du conseil est ornée de boiseries du XVIIe siècle.